# Intuition (sång)
Intuition är en sång av John Lennon, utgiven 1973 på albumet Mind Games. Inleder baksidan på LP-skivan. En demo från sommaren 1973 finns inspelad.